# Paracytheridea washingtonensis
Paracytheridea washingtonensis är en kräftdjursart som beskrevs av H.S. Puri 1954. Paracytheridea washingtonensis ingår i släktet Paracytheridea och familjen Paracytherideidae. Inga underarter finns listade i Catalogue of Life.